# Andrej Pavlovec
Andrej Pavlovec, slovenski umetnostni zgodovinar, * 15. april 1929, Ljubljana, † 14. november 1995, Ljubljana.

## Življenje in delo
Iz umetnostne zgodovine je 1956 diplomiral na ljubljanski Filozofski fakulteti. Po diplomi se je kor ravnatelj zaposlil v Loškem muzeju v Škofji Loki. Leta 1959 je organiziral prenos muzejske zbirke iz Puštala na Škofjeloški grad, kjer so 1961 odprli tudi prvi slovenski muzej na prostem, 1962 pa uredili galerijo. Ob pripravi razstav del sodobnih umetnikov se je Pavlovec razvil v pomembnega likovnega kritika. Z dr. Avguštinom je bil eden ključnih poznavalcev in popularizatorjev sodobnega gorenjskega slikarstva. Bil je tudi pobudnik in organizator Groharjeve kolonije v Škofji Loki. Pripravljal je besedila za kataloge in pisal strokvna besedila za dnevno časopisje in strokovne revije. Prejel je Valvasorjevo nagrado za življenjsko delo za leto 1981. 